# Force aérienne azerbaïdjanaise
La force aérienne azerbaïdjanaise (azéri : Azərbaycan hərbi hava qüvvələri) est la branche aérienne des forces armées azerbaïdjanaises. Elle compte notamment des avions et hélicoptères, mais aussi des drones de fabrication turque et israélienne de haute technologie.
Les racines de l'organisation actuelle remontent au 26 juin 1918, lorsque la république démocratique d'Azerbaïdjan achète son premier avion militaire. Après son indépendance en 1991-1992, la présence d'anciennes bases aériennes soviétiques en Azerbaïdjan permet à la force aérienne de se développer.

## Organisation actuelle
Le force aérienne dispose d'environ 106 avions et 35 hélicoptères, de fabrication soviétique. Ce chiffre dépasse le nombre autorisé par le traité sur les forces conventionnelles en Europe à l'Azerbaïdjan, qui impose un maximum de 100 avions et 50 hélicoptères.
Brinkster.net rapporte en octobre 2004 que l'AzAF comprend un escadron de chasseurs de МiG-25PD sur la base aérienne de Nasosnaya, un régiment de bombardement aérien à Kyurdamir avec des Su-17/24/25, MiG-21, et L-29/39, un escadron de transport aérien à l'aéroport de Gandja avec des Il-76, Аn-12/24 et Тu-134 et un escadron d'hélicoptères de Мi-2/8/24 sur la base aérienne de Bakou Kala.
Les pilotes azéris sont formés à l’École de la force aérienne azerbaïdjanaise et développent des compétences supplémentaires au sein de leur unité. L’Azerbaïdjan entretient un échange d'expérience avec la Turquie, les États-Unis, l'Ukraine, et un certain nombre de pays de l'OTAN. L'école de la force aérienne turque joue un grand rôle dans la formation des pilotes militaires. Les pilotes azéris sont également formés à l'école de formation de pilotes en Ukraine.
L’entreprise aéronautiques Israel Aerospace Industries et Baykar sont les principaux exportateurs d’armes à l'armée de l'air azerbaïdjanaise.

## Histoire

### Création
Les forces aériennes azerbaïdjanaises trouvent leur origine en 1919, pendant la courte existence de la République démocratique d'Azerbaïdjan, qui avait initialement acheté son premier avion militaire le 26 juin 1918. Après l'indépendance de l'Azerbaïdjan de l'Union soviétique en 1991, les anciennes bases aériennes soviétiques du pays ont contribué au développement des forces aériennes et des troupes de défense aérienne. 

### Années 2000-2010

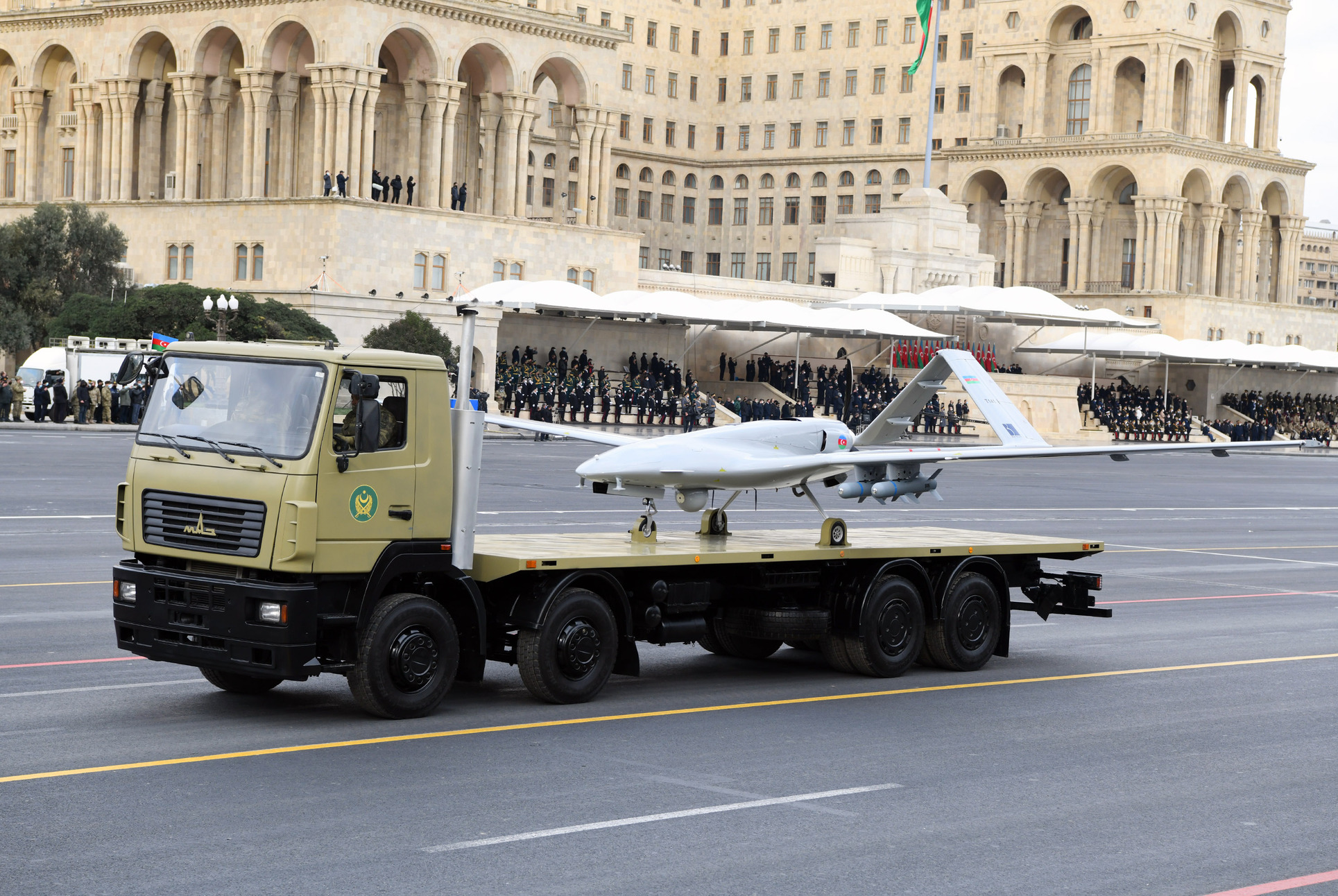
Bayraktar TB2 à Bakou

Le matin du 11 février 2009, l'officier commandant la force aérienne, le lieutenant-général Rail Rzayev est assassiné devant son domicile d'une balle dans la tête. Rzayev aurait négocié, avant sa mort, un rapprochement avec les États-Unis concernant la modernisation des forces aériennes, comprenant éventuellement l'acquisition d'avions de chasse américains. Le poste reste vacant jusqu'à ce qu'un autre officier, Mehtiev, soit nommé en décembre 2009.
Le 3 mars 2010, un Soukhoï Su-25 de l'AzAF s'écrase dans la région de Tovuz, tuant le pilote, Famil Mammadli.
En février 2011, un Su-25UB azerbaïdjanais s'écrase dans la région de Kurdamir. Les deux membres d'équipage sont indemnes.
Peu avant la seconde guerre du Haut-Karabagh, la Turquie déploie un hélicoptère de combat (T-129) en soutien à l’armée de l’air azerbaïdjanaises.

### Modernisation
En 2007, l'Azerbaïdjan prend livraison du premier chasseur d'une série importante MiG-29 Fulcrum.
Les États-Unis sont le participant le plus actif dans la modernisation des aérodromes de l'AzAF. Ainsi, les aérodromes de Gala et de Nasosnaya ont été modernisés avec le soutien des États-Unis dans le cadre du plan d'action individuel de partenariat OTAN-Azerbaïdjan. Des équipements spéciaux ont été installés afin d'assurer la sécurité en vol. Un système de contrôle avancé a été installé à la base aérienne de Dollyar. Les négociations sur la modernisation de l'aérodrome de Kurdamir sont en cours.
Depuis septembre 2008, la Turquie contribue à moderniser le siège central de la force aérienne. Selon un accord turco-azéri, un centre de gestion de commande centrale au norme OTAN doit y être installé. Un grand nombre de projets, tels que la fabrication conjointe d'avions sans pilote, doit être mis en œuvre avec la Turquie dans un proche avenir,.
L'Azerbaïdjan fabrique également sous licence des drones de reconnaissance et de combat d'origine israélienne.
L’Azerbaïdjan est particulièrement intéressé par l’avion d’entraînement Hürkuş, l’armée de l’air voudrait moderniser ses avions d’entraînement obsolètes par l’achat de ce dernier.
En février 2024, l’Azerbaïdjan annonce avoir signé un contrat d'une valeur de 1,6 milliard de dollars avec le Pakistan pour l'achat de l'avion de combat de quatrième génération d’origine chinoise et pakistanaise Chengdu JF-17 Thunder Block III. L'information n'a pas été confirmée officiellement mais le contrat prévoirait la livraison d'une vingtaine d'avions avec leurs munitions et pièces détachées, une formation des pilotes et mécaniciens serait également prévue dans le contrat. Si le contrat se confirme cela représenterait une grosse amélioration à la capacité aérienne du pays lui permettant de disposer d'un avion beaucoup plus moderne et de remplacer sa flotte vieillissante de Mig-29. De plus le JF-17 est équipé d'un radar AESA et avec la capacité de pouvoir tirer des missiles APV (BVR).

## Force de défense aérienne
La force de défense aérienne est une composante de l'AzAF. Ses installations datent pour la plupart de l'ère de la Guerre Froide, laissés par les Soviétiques en 1990.
Le radar OTH de Gabala, en Azerbaïdjan est exploité par les forces spatiales de la fédération de Russie. La station radar a été conçue pour détecter les lancements de missiles aussi loin que dans l'océan Indien et a une portée allant jusqu'à 6 000 km. On ne sait pas si la Russie partage les données du radar avec l'Azerbaïdjan.

Les principales bases aériennes de l'AzAF.

En 2006, les États-Unis a fourni à l'Azerbaïdjan des installations radar supplémentaires. Des plans ont été annoncés avec les États-Unis pour moderniser une station radar près de la frontière iranienne, à Lerik, et une autre près de la frontière avec la Géorgie, à Agstafa. Ce travail conjoint a également débuté sur deux stations radar sur la frontière Russie-Azerbaïdjan et la frontière Iran-Azerbaïdjan pour surveiller le trafic de la mer Caspienne.
L'Azerbaïdjan a aussi un certain nombre de systèmes de missiles couvrant l'espace aérien azerbaïdjanais. Des S-75 Dvina (terminologie OTAN : SA-2 Guideline) ont été installés dans et autour de Bakou et à proximité de la frontière avec l'Iran et du Daghestan. Certains sont installés pour la défense contre une éventuelle attaque arménienne. En termes de chiffres, l'IISS a signalé en 2002 que l'Azerbaïdjan avait 100 S-75 Dvina, S-125, et systèmes S-200. Parmi ceux-ci, des SA-4 à moyenne portée, des SA-8 à courte portée, et des véhicules mobiles SAM SA-13. L'Azerbaïdjan a également de nombreux canons et lance-roquettes anti-aérien comme le T-122.
En 2009, le ministère de la Défense azerbaïdjanais a signé un contrat avec la société russe Rosoboroneksport visant à acheter plusieurs systèmes mobiles multicanaux de missiles sol-air S-300,.

## Inventaire
| Aéronefs                  | Origine                  | Type                                     | En service en 2024 | Versions         | Notes                                                                                         |
| Avion de chasse           | Avion de chasse          | Avion de chasse                          | Avion de chasse    | Avion de chasse  | Avion de chasse                                                                               |
| ------------------------- | ------------------------ | ---------------------------------------- | ------------------ | ---------------- | --------------------------------------------------------------------------------------------- |
| Mikoyan-Gourevitch MiG-29 | Union soviétique         | Avion multirôle                          | 15                 | MiG-29A MiG-29UB | En 2007, l'Azerbaïdjan a pris livraison du premier chasseur d'une série importante de MiG-29. |
| Chengdu JF-17 Thunder     | Pakistan / Chine         | Avion multirôle                          | 14,                | JF-17 Block III  | Commande de 1,6 milliard $ passé février 2024 auprès du Pakistan.                             |
| Attaque au sol            |                          |                                          |                    |                  |                                                                                               |
| Soukhoï Su-25             | Union soviétique         | Attaque au sol                           | 33 5               | Su-25 Su-25UB    | Modernisation en Turquie à partir de 2023. Compatible avec le missile SOM.                    |
| Avion-école               |                          |                                          |                    |                  |                                                                                               |
| Aero L-39 Albatros        | Tchéquie                 | Avion d'entraînement                     | 14                 | L-39             | IISS 2007 : 12                                                                                |
| Super Mushshak (en)       | Pakistan                 | Avion d'entraînement                     | 10                 |                  |                                                                                               |
| Avion de transport        |                          |                                          |                    |                  |                                                                                               |
| Iliouchine Il-76          | Union soviétique         | Avion de transport                       | 2                  | Il-76TD          |                                                                                               |
| C-27J Spartan             | Italie                   | Avion de transport                       | 1                  |                  |                                                                                               |
| Hélicoptère               |                          |                                          |                    |                  |                                                                                               |
| Mil Mi-24                 | Union soviétique/ Russie | Hélicoptère de combat et transport léger | 23 24              | Mi-24 Mi-35M     |                                                                                               |
| Mil Mi-17                 | Union soviétique/ Russie | Hélicoptère de transport                 | 33                 | Mi-17-1V         |                                                                                               |
| Mil Mi-8                  | Union soviétique         | Hélicoptère de transport                 | 8                  | Mi-8 Hip         |                                                                                               |
| Ka-32                     | Union soviétique         | Hélicoptère de transport                 | 3                  |                  |                                                                                               |
| Bell 412                  | États-Unis               | Hélicoptère léger                        | 3                  |                  | Commande passé en 2018 d'un nombre inconnu.                                                   |
| Bell 407                  | États-Unis               | Hélicoptère léger                        | 1                  |                  |                                                                                               |
| MD-530                    | États-Unis               | Hélicoptère polyvalent                   | 1                  | MD-530F          |                                                                                               |
| Drones                    |                          |                                          |                    |                  |                                                                                               |
| Bayraktar TB2             | Turquie                  | Drone de combat MALE                     | +10                |                  | 6 détruit en 2020.                                                                            |
| IAI Heron                 | Israël                   | Drone de reconnaissance                  | 5                  | Heron 1          |                                                                                               |
| Bayraktar Akıncı          | Turquie                  | Drone de combat HALE                     | N/C                |                  | Achat vers 2023.                                                                              |
| IAI Harop                 | Israël                   | Drone kamikaze                           | N/C                |                  |                                                                                               |
| Elbit Hermes 450          | Israël                   | Drone de reconnaissance                  | N/C                |                  | 2 détruit.                                                                                    |
| IAI Searcher              | Israël                   | Drone de reconnaissance                  | N/C                | Searcher 2       |                                                                                               |
| Orbiter                   | Israël                   | Drone de reconnaissance                  | N/C                | Orbiter 2M       |                                                                                               |